# 洪塘镇 (宜春市)
洪塘镇，是中华人民共和国江西省宜春市袁州区下辖的一个乡镇级行政单位。

## 行政区划
洪塘镇下辖以下地区：
洒下村、大岭村、台洲村、荷塘村、西塘村、七里店村、莲塘村、宣塘村、宝山村、伊塘村、布上村、北坛村、石门村、井江村、楼下村、田湾村、土坵村、石笏村、西湖村、庄溪村、下坑村、石塘村、荷花村、土岭村、洪塘村和安全村。